# Округ Винебејго (Ајова)
Винебејго (енгл. Winnebago County) је округ у америчкој савезној држави Ајова.

## Демографија
По попису из 2010. године број становника је 10.866, што је 857 (-7,3%) становника мање 2000. године.
| Група             | 2000.          | 2010.          |
| Белци             | 11.297 (96,4%) | 10.247 (94,3%) |
| Афроамериканци    | 21 (0,2%)      | 85 (0,8%)      |
| Азијати           | 84 (0,7%)      | 88 (0,8%)      |
| Хиспаноамериканци | 237 (2,0%)     | 360 (3,3%)     |
| Укупно            | 11.723         | 10.866         |